# 2e cérémonie des Nevada Film Critics Society Awards
La 2e cérémonie des Nevada Film Critics Society Awards (NFCS Awards), décernés par la Nevada Film Critics Society, a eu lieu le 24 décembre 2012, et a récompensé les films réalisés dans l'année,.

## Palmarès
- Meilleur film :
  - Argo

- Meilleur réalisateur : (ex æquo)
  - Ben Affleck pour Argo
  - Kathryn Bigelow pour Zero Dark Thirty

- Meilleur acteur :
  - John Hawkes pour le rôle de Mark O'Brien dans The Sessions

- Meilleure actrice : (ex æquo)
  - Helen Hunt pour le rôle de Cheryl dans The Sessions
  - Jennifer Lawrence pour le rôle de Tiffany dans Happiness Therapy (Silver Linings Playbook)

- Meilleur acteur dans un second rôle :
  - Tommy Lee Jones pour le rôle de Thaddeus Stevens dans Lincoln

- Meilleure actrice dans un second rôle :
  - Sally Field pour le rôle de Mary Todd Lincoln dans Lincoln

- Meilleure distribution :
  - Lincoln

- Meilleurs décors :
  - Les Misérables

- Meilleure photographie :
  - L'Odyssée de Pi (Life Of Pi) – Claudio Miranda

- Meilleurs effets visuels :
  - L'Odyssée de Pi (Life Of Pi)

- Meilleur film d'animation :
  - Frankenweenie

- Meilleur espoir :
  - Tom Holland – The Impossible (Lo impossible)